# Carteris
Carteris is een geslacht van vlinders van de familie spinneruilen (Erebidae), uit de onderfamilie Herminiinae.

## Soorten
- C. anticlea Druce, 1891
- C. incana Dognin, 1914
- C. lineata Druce, 1898
- C. oculatalis Möschler, 1890
- C. proliferalis Walker, 1858